# Maiwut
Maiwut är ett län (county) i Sydsudan. Det ligger i delstaten Övre Nilen, i den östra delen av landet, 500 kilometer nordost om huvudstaden Juba.